# نوليناوات
النوليناوات (الاسم العلمي: Nolinoideae) هي أسرة من النباتات تتبع فصيلة الهليونية من رتبة الهليونيات. تم اعتبارها في السابق كفصيلة قائمة بحد ذاتها اسمها السفندرية.

## أجناس
- النُولِينَة وهو الجنس النموذجي لهذه الأسرة النباتية.
- الدُرَيْقَة
- السُتُول
- لحية الأفعى (الاسم العلمي:Ophiopogon)